# Notostaurus anatolicus
Notostaurus anatolicus är en insektsart som först beskrevs av Krauss 1896.  Notostaurus anatolicus ingår i släktet Notostaurus och familjen gräshoppor. Inga underarter finns listade i Catalogue of Life.